# Карши (аэропорт)
Карши (узб. Qarshi Xalqaro Aeroporti) — международный аэропорт города Карши в Кашкадарьинской области Узбекистана.
С 1 октября 2019 года вводится режим «открытое небо» в ряде международных аэропортов Узбекистана, что позволит без ограничений принимать международные чартерные рейсы. Три аэропорта страны – Карши, Термез, Нукус – открываются полностью. 

## Маршруты
| Авиакомпания        | Город направления                                            |
| ------------------- | ------------------------------------------------------------ |
| Uzbekistan Airways  | Москва (Внуково), Ташкент (Южный), Санкт-Петербург (Пулково) |
| Уральские Авиалинии | Москва (Домодедово), Москва (Жуковский)                      |